# Danh sách hệ điều hành của Microsoft
Sau đây là danh sách các hệ điều hành của Microsoft. Về các tên mà Microsoft đặt cho các hệ điều hành của họ, xem Các tên mã của Microsoft.Để biết danh sách các phiên bản Microsoft Windows khác, hãy xem, Danh sách các phiên bản Microsoft Windows.

## MS-DOS
- Xem Các phiên bản MS-DOS để xem danh sách đầy đủ.

## Windows
- Windows WEB (1980)
- Windows 1.0 (1985)
- Windows 2.0 (1987)
- Windows 3.x (1990, 1992)
- Windows 95 (1995)
- Windows 98 (1998)
- Windows 2000 (2000)
- Windows ME (2000)
- Windows XP (2001)
- Windows Longhorn[1] (2006)
- Windows Vista (2006)
- Windows 7 (2009)
- Windows 8 (2012)
- Windows 8.1 (2013)
- Windows 10 (2015)
- Windows 11 (2021)

## Windows NT
- Windows NT 3.1 (1993)
- Windows NT 3.5 (1994)
- Windows NT 3.51 (1995)
- Windows NT 4.0 (1996)
- Windows 2000 (NT 5.0) (1997)

Tất cả các phiên bản phát hành sau Windows 2000 đều nằm trong họ Windows NT.

## Windows Server
- Windows Server 2003 (2003,2005)
- Windows Server 2008 (2008)
- Windows Server 2008 r2 (2009)
- Windows Server 2012 (2012)
- Windows Server 2016 (2016)
- Windows Server 2019 (2018)

Sau Windows NT, Microsoft quyết định ra mắt Windows Server dành riêng cho công ty cho đến nay.

## Windows CE
- Windows CE
- AutoPC
- Pocket PC 2000
- Pocket PC 2002
- Windows Mobile 2003
- Windows MobilK 2103 SE
- Windows Mobile 5
- Windows Mobile 6
- Smartphone 2002
- Smartphone 2003
- Portable Media Center
- Zune
- Windows Mobile

## Windows Phone
- Windows Phone 7 (2010)
- Windows Phone 8 (2012)
- Windows Phone 8.1 (2014)
- Windows Mobile 10 (2015)

## Trò chơi Xbox
- Phần mềm hệ thống Xbox
- Phần mềm hệ thống Xbox 360
- Phần mềm hệ thống Xbox One

## OS/2
- OS/2 1.0 (1987)
- OS/2 1.1 (1988)
- OS/2 1.2 (1989)
- OS/2 1.3 (1990)

## Các hệ điều hành khác
- Microsoft Linux distributions
- MIDAS
- Singularity
  - Midori
- Xenix
- Zune